# یواس‌ان‌اس ماری سیرز (تی-ای‌جی‌اس-۶۵)
یواس‌ان‌اس ماری سیرز (تی-ای‌جی‌اس-۶۵) (به انگلیسی: USNS Mary Sears (T-AGS-65)) یک کشتی است که طول آن ۳۲۹ فوت (۱۰۰ متر) می‌باشد. این کشتی  در سال ۲۰۰۰ ساخته شد.